# إيفان فرانكو (أديب أوكراني)
إيفان فرانكو (بالأوكرانية: Іван Якович Франко) (و. 1856 – 1916 م) هو صحفي، وشاعر، ومؤرخ ثقافي، وكاتب، وكاتب مسرحي، ومترجم، واقتصادي، وناقد أدبي، من الإمبراطورية النمساوية، توفى في لفيف.، عن عمر يناهز 60 عاماً.

## التعليم
تعلم في جامعة تشيرنوفتسي الوطنية (منذ 1891)، وجامعة لفيف، في تخصص الفلسفة (منذ 1875)، وجامعة فيينا، في تخصص الفلسفة، وتحصل منها على درجة الدكتوراه في الفلسفة.

## وصلات خارجية
- إيفان فرانكو (أديب أوكراني) على موقع IMDb (الإنجليزية)
- إيفان فرانكو (أديب أوكراني) على موقع الموسوعة البريطانية (الإنجليزية)
- إيفان فرانكو (أديب أوكراني) على موقع ديسكوغز (الإنجليزية)